# Ward Cunningham

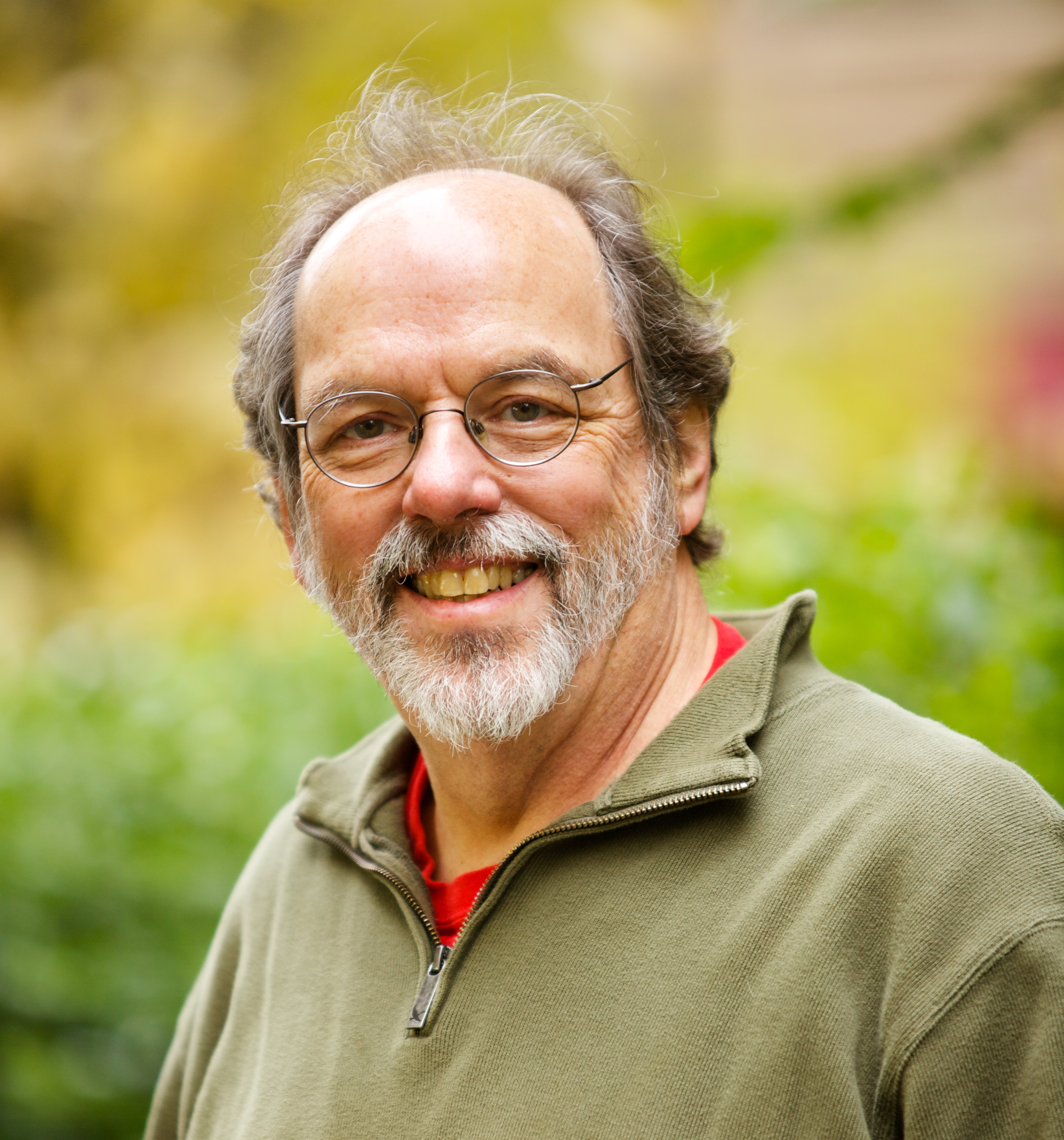
Ward Cunningham

Howard G. Cunningham (* 26. Mai 1949 in Michigan (City)) ist ein US-amerikanischer Programmierer. Bekannt geworden ist er als Erfinder des Wiki-Konzeptes, Begründer des ersten Wikis (des Wiki Wiki Webs) und als Pionier bei Entwurfsmustern und Extreme Programming. Zudem ist er Co-Autor des Manifests für agile Softwareentwicklung (auch Agiles Manifest oder Agile Manifesto genannt).

## Leben
Cunningham studierte Elektrotechnik und Informatik an der Purdue University und arbeitete unter anderem für Microsoft, bei der Eclipse Foundation und als technischer Direktor beim Internetverzeichnis AboutUs.org. Am 25. März 1995 gründete er mit dem Wiki Wiki Web (auch bekannt als WardsWiki oder C2-Wiki) für das Portland Pattern Repository das erste Wiki, ein Online-Journal für Entwurfsmuster von Programmen und erste Anlaufstelle, wenn es um die Entwicklung von Software per Extreme Programming geht. Cunningham war im Jahr 2001 einer der Autoren und Erstunterzeichner des Agilen Manifests.

## Cunninghams Gesetz
Cunningham wird die Aussage zugeschrieben: „Der beste Weg im Internet die richtige Antwort zu bekommen, ist nicht eine Frage zu stellen, sondern die falsche Antwort zu verbreiten.“ Steven McGeady hat diese Anfang der 1980er Jahre von Cunningham als Rat erhalten und später als „Cunningham’s Law“ (englisch für „Cunninghams Gesetz“) bekannt gemacht. Zwar bezog sich Cunningham damals auf das Usenet, aber sie wurde genutzt, um zu beschreiben, wie Wikipedia funktioniert, wofür Cunningham mit WikiWikiWeb die Grundlage schuf.
Cunningham selbst widerspricht in einem kurzen YouTube-Video: das Gesetz würde sich selbst widerlegen, da es sich über das Internet verbreite.

## Publikationen
- mit Bo Leuf: The Wiki Way. Quick Collaboration on the Web. Addison-Wesley, London 2001, ISBN 0-201-71499-X.
- mit Rick Mugridge: Fit for Developing Software. Framework for Integrated Tests, Addison-Wesley, 2005, ISBN 0-321-26934-9.